# Jacqueline Dewar
Pour les articles homonymes, voir Dewar.
Jacqueline M. Dewar (née Deveny) est une mathématicienne et enseignante de mathématiques américaine connue pour son mentorat des femmes en mathématiques. Elle est professeure émérite de mathématiques à l'université Loyola Marymount.

## Biographie
Jacqueline Dewar est diplômée summa cum laude en 1968 de l'université de Saint-Louis, et prépare un doctorat à l'université de Californie du Sud. Sa thèse, Coincidence Theorems for Set Valued Mappings, qu'elle soutient en 1973 est supervisée par James Dugundji.  
Elle enseigne à la faculté de mathématiques de Université Loyola Marymount de 1973 jusqu'à sa retraite en 2013. Elle a dirigé le département de mathématiques de 1983 à 1986 et de nouveau de 2005 à 2006.

## Publications
Dewar est co-auteure avec Dennis G. Zill d'une série de manuels de mathématiques sur l'algèbre, la trigonométrie, le précalcul et le calcul.  Elle publie, avec Curtis Bennett et Matthew A. Fisher, The scholarship of teaching and learning: A guide for scientists, engineers, and mathematicians en 2018.

## Prix et distinctions
En 2006, la Mathematical Association of America lui décerne le Deborah and Franklin Haimo Award for Distinguished College or University Teaching of Mathematics. La citation relève qu'elle a créé plusieurs programmes d'études en mathématiques à Loyola Marymount, et mentionne son travail avec les enseignants, l'organisation de conférences sur les mathématiques pour les élèves filles du secondaire et pour « son dévouement passionné à l'art d'enseigner ».  
En 2018, Dewar a reçu un prix de service décerné par l'Association for Women in Mathematics. Ce prix « reconnaît les individus qui ont aidé à promouvoir et à soutenir les femmes en mathématiques grâce à un engagement bénévole exceptionnel à l'AWM ». En 2019, elle a remporté le prix Louise Hay.  
Dewar est choisie pour la classe de boursiers 2019 de l'Association for Women in Mathematics « pour son travail visant à encourager les femmes à étudier et à réussir en mathématiques, pour son engagement à éduquer les enseignants en formation initiale, en accordant une attention particulière à l'égalité des genres, pour sa sensibilisation auprès des étudiants en arts libéraux afin de changer les attitudes à l'égard des mathématiques et des femmes en mathématiques et pour son enseignement et son mentorat exemplaires ». 

## Dans les médias
Dewar apparaît avec Jim Carrey et d'autres chercheurs dans le film documentaire The Number 23 Enigma (2007), où ils expliquant les mathématiques liées au film d'horreur Le Nombre 23.  